# Groupe des dix (économie)
Pour les articles homonymes, voir Groupe des dix et G10.
Le Groupe des dix (G10) est un groupement informel de dix pays souverains réunis pour la première fois à la Banque des règlements internationaux à Bâle en Suisse, pays hôte. Ce groupe est né dans les années 1960 et a pour but à l'origine de fournir des ressources supplémentaires (les Accords généraux d'emprunt, puis les Nouveaux accords d'emprunt) au Fonds monétaire international. 
Son champ d'action s'est progressivement élargi. Le G10 se réunit actuellement sous deux compositions : le G10 Ministres et Gouverneurs (réunion annuelle, lors des réunions annuelles du FMI et de la Banque mondiale) et le G10 Gouverneurs (réunions tous les deux mois, lors des réunions du Conseil d'administration de la Banque des règlements internationaux).

## Pays membres
- Allemagne
- Belgique
- Canada
- États-Unis
- France
- Italie
- Japon
- Pays-Bas
- Royaume-Uni
- Suède
- Suisse